# Девід Гетта
П'єр Давід Гетта (фр. Pierre David Guetta [david ɡeta]; нар. 7 листопада 1967 року, Париж, Франція) — французький, англійський діджей, володар двох премій Греммі і один з найвідоміших музичних продюсерів . Музичний посол та автор гімну футбольного Євро 2016.

## Біографія та кар'єра

### 1984—2000: Юність і початок кар'єри
Ґетта народився в Парижі. Його батько — єврей марокканського походження, мати — бельгійка.
У віці сімнадцяти років Девід почав працювати діджеєм в паризькому клубі «Broad Club» . Спочатку він програвав популярні пісні, але в 1987 році відкрив для себе жанр хауз, після того як почув по радіо трек «Love Can't Turn Around», виконаний американським діджеєм Farley Jackmaster Funk. Наступного року він починає вести свої власні вечірки .
1990 року спільно з французьким репером Сідні Дютеєм Ґетта випускає альбом «Nation Rap» . 1994 року Ґетта, разом з вокалістом Робертом Овенсом, випускає свій перший сингл — «Up & Away» . 1995 року Ґетта стає менеджером нічного клубу «Le Palace» і продовжує організовувати вечірки.

### 2001—2006: Just a Little More Love і Guetta Blaster
10 червня 2002 року Девід Ґетта випускає дебютний сольний альбом — «Just a Little More Love». Було продано більше 300 000 копій альбому. У цей альбом входять такі сингли, як «Love Don't Let Me Go», «People Come, People Go» і сам «Just a Little More Love». Всі ці сингли записані за участю Кріса Вілліса.
2003 року Ґетта випускає компіляцію під назвою «Fuck Me I'm Famous». Вона містила трек «Just For One Day (Heroes)» — ремікс пісні «Heroes» Девіда Боуї.
Другий студійний альбом, «Guetta Blaster», вийшов 13 вересня 2004 року. У нього увійшов гімн хауз-музики — «The World Is Mine», записаний з JD Davis. Також з цим співаком записаний сингл «In Love With Myself». Пізніше на нього створив ремікс італійський діджей Бенні Бенассі. З Крісом Віліссом записано два сингли: «Money» і «Stay».
2006 року вийшов «Love Don't Let Me Go» — мешап однойменного синглу 2002 року і пісні «Walking Away» гурту «The Egg». Мешап посів вищу позицію в чартах, ніж оригінальний варіант пісні.

### 2007—2008: Pop Life

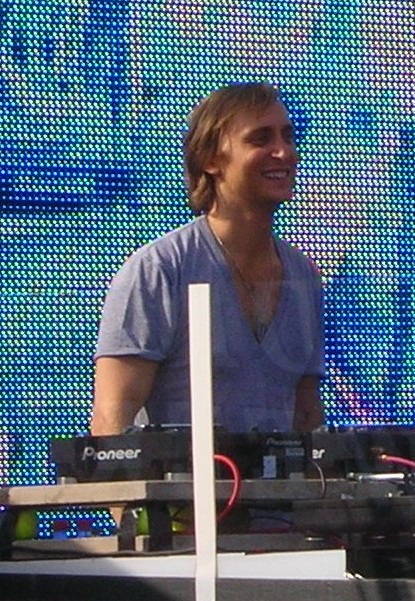
Виступ Девіда Ґетта, травень 2007 року

18 червня 2007 року Ґетта випускає третій студійний альбом — Pop Life. Згідно з EMI, до 2010 року було продано понад 530 000 копій альбому. Головний сингл альбому «Love Is Gone» посів перше місце в American Dance Chart і потрапив до Billboard Hot 100. Також до альбому увійшли наступні сингли: «Baby When The Light» спільно зі шведом Стівом Анжелло та співачкою Cozi Costi, «Delirious» з Тарою Макдональд, «Tomorrow Can Wait» з Крісом Віллісом і німецьким діджеєм Tocadisco; пізніше всіх, у 2008-му році вийшов сингл «Everytime We Touch», записаний спільно з шведськими хауз-мафіозі Стівом Анжелло та Себастіаном Інгроссо і з американським вокалістом Крісом Віллісом.
Також він продовжує виступати в багатьох країнах, рекламуючи свій новий альбом. 2008 року він разом зі своєю дружиною Кеті організовує виступ, під назвою «UNIGHTED». Крім самого Ґетти, також виступали Tiësto, Карл Кокс, Жоакім Гарро і Мартін Солвейг. Виступ зібрав близько сорока тисяч чоловік .

### 2009—2010: One Love, One More Love і міжнародний успіх
Починаючи з квітня 2009 року Девід Ґетта веде своє радіо-шоу «Fuck Me I'm Famous» в ефірі інтернет-радіостанції RauteMusik.FM. Пізніше шоу стали проводити на радіостанції Radio 538, щоп'ятниці, відразу після «Tiësto's Club Life».
16 червня 2009 року гурт «The Black Eyed Peas» випускає спродюсований Девідом другий сингл «I Gotta Feeling» з їх п'ятого студійного альбому «The E.N.D.». Сингл займав верхні рядки чартів у сімнадцяти країнах, а також став набільш завантажуваною піснею у Великій Британії (більше мільйона проданих копій) і в США (шість мільйонів проданих копій) . Пізніше цей трек оголосять найкращим за 2009 рік у рейтингу «NRJ Music Awards».
21 серпня 2009 року Ґетта випускає свій четвертий студійний альбом — «One Love», який має три промо-сингли — «Gettin' Over» з Крісом Віллісом, «I Wanna Go Crazy» з вокалістом «The Black Eyed Peas» Will.i.am'ом і «If We Ever» зі співачкою Makeba Riddick. Перший сингл з альбому — «When Love Takes Over», виконаний спільно з Келлі Роуленд, досяг першого місця в UK Singles Chart. Другий сингл — «Sexy Bitch», виконаний спільно з Akon, також піднявся на першу сходинку хіт-парадів Великої Британії. Третій сингл «One Love» був записаний спільно зі співачкою Естель. Четвертий — «Memories» був записаний з американським хіп-хоп виконавцем Кідом Каді. 24 серпня 2010 року альбом був перевиданий. До складу альбому увійшов новий, четвертий сингл — «Gettin' Over You», а також ремікси треків «Revolver» і «Acapella».
2009 року Ґетта посів третє місце в списку найкращих діджеїв за версією журналу DJ Magazine — «Top 100 DJs» .
2 грудня 2009 року, на 52-й церемонії вручення премії «Греммі», Ґетта номінувався на чотири нагороди: у категорії «Запис року» за пісню «I Gotta Feeling», у категорії «Найкращий електронний/танцювальний альбом» за альбом «One Love», в категоріях «Найкращий танцювальний запис» та «Найкращий ремікс» за пісню «When Love Takes Over». У номінації «Найкращий ремікс» Ґетта здобув нагороду .
29 листопада 2010 року Девід випускає перевидання четвертого альбому під назвою «One More Love». Перший диск містив треки з альбому One Love, а в другій — нові треки, включаючи такі, як «Commander», п'ятий сингл альбому One Love — «Who's That Chick?», записаний з барбадоською співачкою Ріанною і «Gettin' Over You». На 53-й церемонії Ґреммі в 2011 році Гетта здобув другу нагороду за пісню Revolver з Лілом Уейном та Мадонною в номінації "Найкращий ремікс".
Зі спільних синглів за цей період потрібно відмітити такі як «Commander» з Келлі Роуленд, «Who's That Chick?» з Ріанною, «Acapella» з Келіс, «Louder Than Words» з Афроджеком і Niles Mason, «Freak» з Естель і Kardinal Offishall і, напевно, найвідоміший з перерахованих — «Club Can't Handle Me», записаний з Флоу Райда.

## Дискографія

### Студійні альбоми
- Just a Little More Love (2002)
- Guetta Blaster (2004)
- Pop Life (2007)
- One Love (2009)
- Nothing But The Beat (2011)
- Listen (2014)
- 7 (2018)

### Збірки
- Fuck Me I'm Famous (2003)
- Fuck Me I'm Famous Vol. 2 (2005)
- Fuck Me I'm Famous — Ibiza Mix 06 (2006)
- Fuck Me I'm Famous — Ibiza Mix 08 (2008)
- Fuck Me I'm Famous — Ibiza Mix 08 (International version) (2008)
- Fuck Me I'm Famous: Ibiza Mix 2010 — compiled by Cathy & David Guetta (2010)